# Tanyptera atrata
Espèce
La Tanyptère noire (Tanyptera atrata) est une espèce d'insectes diptères nématocères de la famille des Tipulidae. Anciennement classée dans le genre Ctenophora, elle représente avec Tanyptera nigricornis le genre Tanyptera en Europe.

## Description
Cette espèce de tipulidés dont les larves vivent dans le bois en cours de décomposition présente un dimorphisme sexuel marqué.
Les mâles ont des antennes pectinées et un abdomen à l'extrémité arrondie présentant une coloration jaune et noire assez variable.
Les femelles, longues d'environ 25 mm, possèdent un abdomen effilé (ce qui leur permet de déposer les œufs dans le terreau de bois en décomposition) ; leur abdomen présente une coloration rouge orange des premiers segments, (il est parfois presque entièrement rouge).

## Habitat
À proximité de bois et bosquets humides.

## Biologie
Les adultes volent d'avril à juillet.